# Max Schmid
Pour les articles homonymes, voir Schmid.
Max W. Schmid est un rameur suisse qui remporte le skiff (aviron) au championnat d'Europe de 1920. Il participe aux Jeux olympiques d'été de 1920, mais ne réussit pas à atteindre la finale. En 1925, il gagne une médaille européenne en argent dans le deux de couple, ensemble avec Rudolf Bosshard (en),.

## Palmarès
Championnats d'Europe d'aviron :
- Médaille d'or en 1920 à Mâcon en skiff (aviron)
- Médaille d'argent en 1925 à Prague en deux de couple